# Ballade pour Carl-Hennig
Pour plus de détails, voir Fiche technique et Distribution.
Ballade pour Carl-Henning (en danois : Balladen om Carl-Henning) est une comédie danoise écrite et réalisée par le couple Sven et Lene Grønlykke et sortie en 1969. 
Le film a remporté le prix Bodil 1969 du meilleur film danois et Jesper Klein a remporté celui du meilleur acteur dans un rôle principal.

## Fiche technique
- Titre original : Balladen om Carl-Henning
- Titre français : Ballade pour Carl-Henning
- Réalisation : Sven Grønlykke, Lene Grønlykke
- Scénario : Sven Grønlykke, Lene Grønlykke
- Photographie : Jesper Høm
- Montage : Lars Brydesen
- Musique : Patrick Gowers
- Pays de production : Danemark
- Langue originale : danois
- Format : noir et blanc
- Genre : comédie dramatique
- Durée : 85 minutes
- Date de sortie :
  - Danemark : 7 avril 1969

## Distribution
- Jesper Klein : Carl-Henning
- Paul Hüttel : Poul
- Inge Baaring : Pouls forlovede
- Edith Thrane : Carl-Hennings mor
- Ejnar Larsen : Carl-Hennings far
- Mime Fønss : Pouls mor
- Preben Borggaard : Pouls far
- John Wittig : Mejeribestyreren
- Kai Christoffersen : Fede Kai
- Suzzie Müllertz : Højskolepige
- Birgitte Rasmussen : Nancy
- June Belli : Pige i omrejsende Tivoli
- Olaf Ussing : Instruktør
- Henry Krosøe : Tilskuer ved motorløb
- Ellen Staal : Servitrice
- Maia Årskov : Medvirkende
- Poul Glargaard : Medvirkende
- Medert Ehmsen : Medvirkende